# Nuez de Ebro
Pour les articles homonymes, voir Ebro (homonymie).
Nuez de Ebro est une commune d’Espagne, dans la province de Saragosse, communauté autonome d'Aragon, Comarque de Saragosse.